# 华须芒草
华须芒草（学名：Andropogon chinensis）为禾本科须芒草属下的一个种。

## 扩展阅读
- 維基物種上的相關：华须芒草